# موسسه فرهنگی
مؤسسه فرهنگی یا سازمان فرهنگی سازمانی در درون یک فرهنگ یا خرده فرهنگ است که برای حفظ یا ارتقای فرهنگ فعالیت می کند. این اصطلاح به ویژه برای سازمان‌های عمومی و خیریه استفاده می شود، اما دامنه معنای آن می تواند بسیار گسترده باشد. نمونه هایی از مؤسسات فرهنگی در جامعه مدرن موزه‌ها ، کتابخانه‌ها ، بایگانی‌ها ، کلیساها ، گالری‌های هنری ، تئاترها ، سالن‌های کنسرت و تالارهای اپرا هستند.